# Neolissochilus subterraneus
Neolissochilus subterraneus är en fiskart som beskrevs av Chavalit Vidthayanon och Maurice Kottelat 2003. Neolissochilus subterraneus ingår i släktet Neolissochilus och familjen karpfiskar. IUCN kategoriserar arten globalt som sårbar. Inga underarter finns listade i Catalogue of Life.